# Limopsis waikikia
Limopsis waikikia är en musselart. Limopsis waikikia ingår i släktet Limopsis och familjen Limopsidae. Inga underarter finns listade i Catalogue of Life.